# Club d'aviron Peñacastillo
Le Club d'Aviron Peñacastillo a été un club consacré à la pratique de l'aviron à Santander (Cantabrie).

## Histoire
Le CR Peñacastillo a été fondé dans les années 1930, et a été le principal concurrent du club dominant en région cantabrique après la Guerre Civile (Pedreña). Durant les années 40 les duels ont été fréquents entre les deux traînières. Le club a cessé son activité à la fin des années 1970.
Les couleurs caractéristiques du club santanderino (gentilé castillan de Santander) ont été le blanc et le rouge (les couleurs du drapeau maritime de la Province de Santander), et avec la trainière Cabildo de Santander sponsorisé par Santamaría a participé aux principales compétitions d'aviron de Cantabrie : le Championnat d'Espagne, Drapeau de La Concha, Drapeau de Santander, Régate de Bilbao, Régate de La Corogne, Championnat de Cantabrie et Grand Prix du Nervion…
L'entraineur le plus connu a été Manuel Santamaría Fernández, qui débuta en 1932 succédant à son père, Eusebio Santamaría. Manuel Santamaría barrera la trainière de Peñacastillo durant plusieurs de ses plus grands triomphes en lutte avec Pedreña et Orio.

## Palmarès

### Compétitions nationales
- 2e dans le Championnat d'Espagne de trainières[2]: 1949.

### Compétitions régionales
- 2e dans le Championnat de Cantabrie de traînières[2]: 1966.

### Drapeaux
- Régate de La Corogne[2]: 1949.
- Trophée mairie de La Corogne[2]: 1949.
- 2e dans la Régate de Bilbao[2]: 1945.
- 2e dans la Régate Pedreña-Peñacastillo[2]: 1945.
- 3e dans le Drapeau de Santander[2]: 1933.
- 3e dans le Championnat de Cantabrie[2]: 1945.
- 3e dans le Drapeau de La Concha[2]: 1949.
- 3e dans la Régate de Bilbao[2]: 1949.

### Sources
- (es) Cet article est partiellement ou en totalité issu de l’article de Wikipédia en espagnol intitulé « Club de Remo Peñacastillo » (voir la liste des auteurs).